# Primula falcifolia
Primula falcifolia är en viveväxtart som beskrevs av Kingdon-Ward. Primula falcifolia ingår i släktet vivor, och familjen viveväxter. Utöver nominatformen finns också underarten P. f. farinifera.